# Scheuermittel

Handelsübliche Behälter mit festem und flüssigem Scheuermittel

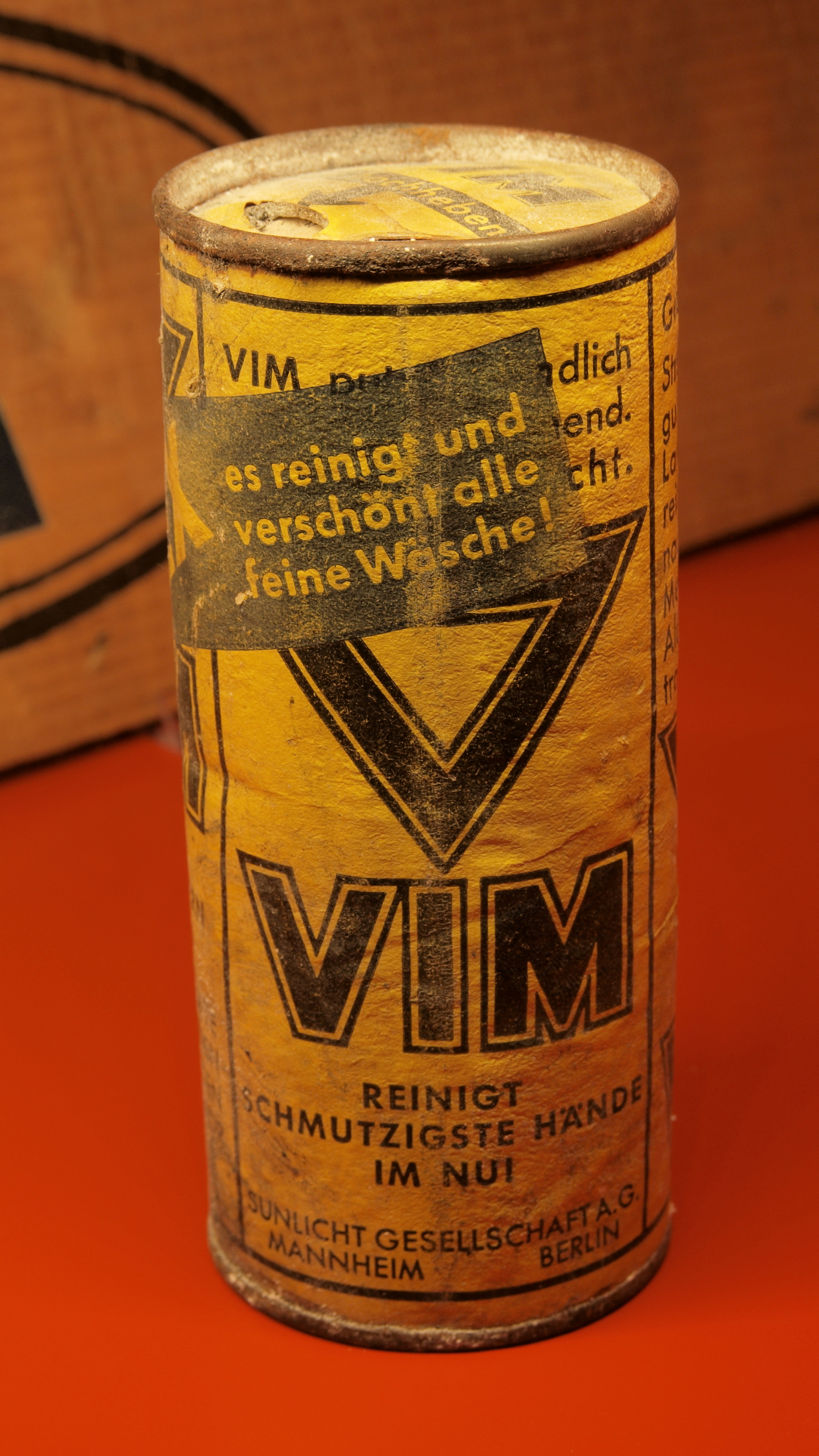
Eine Dose VIM aus dem frühen 20. Jahrhundert

Scheuermittel werden zur Reinigung in Bad und Küche bei fest haftenden Verunreinigungen verwendet. Die hauptsächlich wirksamen Bestandteile sind Quarzmehl oder Marmormehl und Tenside. Scheuermittel werden als Scheuerpulver (in Pulverform) oder Scheuermilch (als wässrige Emulsion) im Handel angeboten.

## Inhaltsstoffe und Wirkung
Bei festen Scheuerpulvern dienen kleinste Körnchen (Korngröße kleiner als 0,05 mm) aus Bims, Kalziumkarbonat (Kalk, Kreide), Kaolinit, Quarz, Speckstein oder Talkum als Poliermittel für Oberflächen.
Neben den festen Polierkörnchen mit einem Gewichtsanteil von über 95 % enthält ein festes Scheuermittel Tenside (1–5 %), Gerüststoffe, Basen (Soda 0,5–2 %), Parfüm und manchmal auch ein Bleichmittel (Peroxid oder Hypochlorit).
Flüssige Scheuermittel enthalten wässrige Suspensionen aus dem – für Oberflächen milderen – Marmormehl und einem Emulgator aus Polyacrylsäure.
Die Wirkung besteht im mechanischen Abrieb des Schmutzes. Die durchschnittliche Korngröße des Poliermittels darf nicht über 0,05 mm liegen, da es andernfalls die Oberfläche zerkratzen würde.
Scheuermittel eignen sich generell für Oberflächen, denen ein geringer Abrieb nicht schadet, wie nicht glänzende Metalloberflächen oder Stein. Oberflächen wie Glas, Email, Sanitärporzellan und Fliesen können jedoch bei Verwendung harter Scheuermittel rau werden und in der Folge umso stärker Schmutz annehmen. Kunststoffe (Plexiglas, PVC-Kacheln) können durch Scheuermittel leicht zerkratzt werden.

## Feste und flüssige Scheuermittel

### Scheuerpulver
Unter den Scheuerpulvern unterscheidet man Stoffe ohne zusätzliche Reinigungsmittel wie Wiener Kalk (pulverisierter Dolomit) und gemischte Pulver wie die Markenprodukte ATA und IMI. Sehr feinkörnige Scheuerpulver können als Poliermittel verwendet werden.
Das Scheuerpulver ATA wird seit 1920 von Henkel vermarktet. Das früher populäre Produkt VIM war zwischenzeitlich ebenfalls eine Henkel-Marke. Später dann bei Unilever, die es 2000 vom Markt nahm.

### Scheuermilch
Scheuermittel in flüssiger Form enthalten ebenfalls scheuernde Bestandteile wie Kalziumkarbonat, zusätzlich meist noch u. a. Tenside, Konservierungsstoffe, Farbstoffe, Duft- und Parfümstoffe.

## Alternativen
Starke Verschmutzungen in Kochtöpfen oder auf Herdplatten können auch durch Scheuerschwämme (Topfschwamm) oder Stahlwolle in Kombination mit einem Geschirrspülmittel entfernt werden.